# ホーンブロワー 海の勇者
ホーンブロワー 海の勇者（ホーンブロワー うみのゆうしゃ、原題: Hornblower）は、イギリスのメリディアン・テレビジョンとアメリカのA&Eテレビジョン・ネットワーク制作、イギリスのITVとA&Eテレビジョン・ネットワークが放送した、長編テレビドラマシリーズである。原作はセシル・スコット・フォレスターのホーンブロワーシリーズである。
日本ではNHKによりBS-2で放送され、その後も、CSのミステリチャンネル、チャンネル銀河で放送され、2013年10月からもやはりチャンネル銀河で週2回放送されている。2011年現在、第3シリーズまでの8作が製作されている。2005年、製作元のメリディアン・テレビジョンが、ヨアン・グリフィズに、続編の作成を行わないと伝えたといわれるが、続編製作を望む声も多い。なお、ヨアン･グリフィスは、2007年、このシリーズの映画化に言及したが、その後新しい情報は得られていない。
第1シリーズはエミー賞の作品賞 (ミニシリーズ部門)を受賞した。第2部、第3部はノミネートされたが、受賞はならなかった。
ドラマで、インディファティガブル号として使用されたグランド･ターク号は、ホーンブロワーシリーズの聖地となり、ドラマに関する様々な資料が展示され、下げ甲板には「インディファティガブル」の名札があった。しかしその後、フランスに売却され、今はサン・マロの港に停泊している。

## ストーリー
日本語放送版は、多少の編集はあるが、基本的にイギリスでの放送映像を用いており、放送タイトルの原題もイギリスのものである。

第1部
- 第1話「決闘」（イギリス：1998年10月7日放送、日本：2002年10月7日放送）-　The even chance

1793年1月、イギリス海軍ジャスティニアン号に着任する、17歳の士官候補生（ミジップマン）ホレイショ・ホーンブロワーは、最先任である士官候補生シンプソンのいじめを受けて、精神的にまいってしまう。その後の任務でも、他の士官の前でシンプソンから屈辱的な目に遭わされ、ついにシンプソンに決闘を申し込む。ホレイショの味方で、同い年のアーチーと、年上のクレイトンが止めるも、ホレイショは五分五分だと言い放つ。その後英仏間で戦争が起き、ホレイショとシンプソンは別々の艦に乗るが、シンプソンの乗った艦が沈められ、再び行動を共にするようになった2人の決闘は、意外な方向に向かう。
- 第2話「ジブラルタルの奇襲」（イギリス：1998年11月18日放送、日本：2002年10月8日放送） - The Examination for Lieutenant

スペインがフランスの味方について、イギリスの補給艦が攻撃される。現場に居合わせたインディファティガブル号（インディ）が、イギリスの士官を救うが、その士官は「恐れ知らず」と呼ばれるフォスター艦長で、ペリュー艦長に言わせれば「無謀な男」だが、ホレイショはフォスターに惹かれてしまう。一方、フランス・スペイン連合軍に補給路が断たれ、艦隊の物資不足、食料不足が深刻になり、艦内は殺伐としはじめる。物資補給のため、オランとの交易に踏み切るものの、そのオランでは死の病“黒死病”が発生している。黒死病を乗り切り、ホレイショは海尉任官試験のためジブラルタルに急行するが、敵の火船が港を襲っているのを目にする。

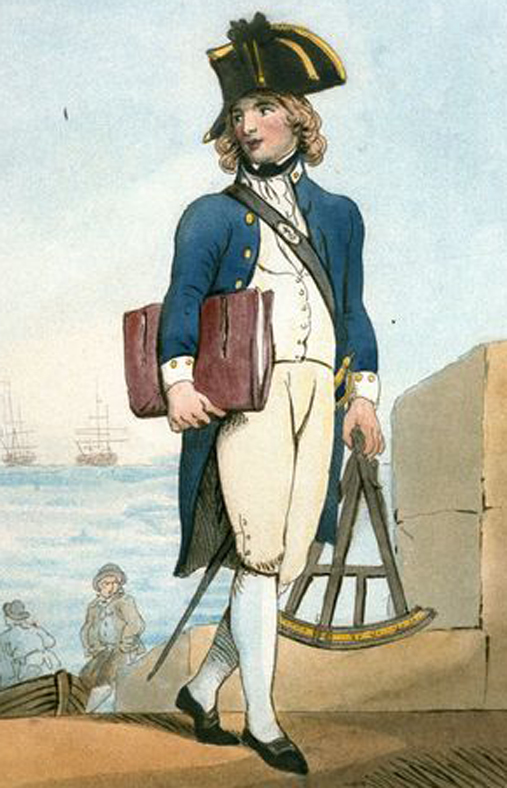
18世紀-19世紀のイギリス海軍士官候補生

- 第3話「公爵夫人と悪魔」（イギリス：1999年2月24日放送、日本：2002年10月9日放送） - The Duchess and the Devil

ホレイショはフランスのル・レーヴ号を拿捕し、ジブラルタルでインディと合流して、ル・レーヴ号と公文書をイギリスに届けることになる。ところが、ホーフィデイル公爵夫人が、その艦に客として乗ることになる。ル・レーヴ号は出港するも、霧に阻まれて、スペイン艦隊に捕えられてしまう。捕虜となったホレイショたちは、捕虜収容所へ送られるが、そこにはアーチーが先客として囚われている。逃げ道を探すホレイショ、さらに、公爵夫人は本物ではないとの疑惑がわき上がって来る。
- 第4話「戦場の恋」（イギリス：1999年4月2日放送、日本：2002年10月10日放送） - The Frogs and the Lobsters

イギリスに亡命中のフランス王党派（反革命派）が、ペリュー艦長によりフランスに送り届けられるが、イギリスは、その王党派を支援している。王党軍の本隊はキブロンから本国に入るが、分隊のほうは、革命軍阻止のためにムジヤックへ向かう。ホレイショ、アーチーらは、イギリス陸軍と共に分隊支援に向かうが、かつてのムジヤック領主であるフランス軍指揮官は、戦いに加わろうとはせず、自らの邸宅に侵入した村の住民に弾圧を加えている。

第2部

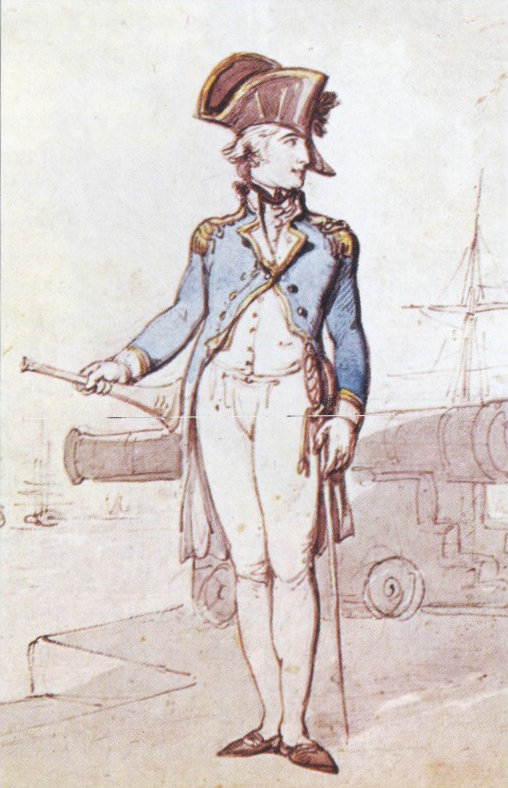
19世紀初頭のイギリス海軍艦長

- 第5話 「反乱」（イギリス：2002年3月24日放送、日本：2003年8月5日放送） - Mutiny

1802年のキングストン。かつての上司であり艦長であったペリュー司令官が、ホレイショのもとを訪れる。しかし、ホレイショがいるのは独房である…。その半年前、ホレイショとアーチーは、ソーヤー艦長指揮のレナウン号に乗っていたが、指揮官たるソーヤー艦長は精神を病んでおり、言動におかしな点が目立っていた。ごく一部の部下を除き、皆が自分に盾突くのではとの疑心暗鬼に囚われていて、特に有能なホレイショは危険視されている。そんなレナウン号に、ブッシュ二等海尉が新たに着任する。そして、サント･ドミンゴのスペイン要塞に攻撃の任務が与えられる。その半年後、キングストンで軍法会議が開かれ、レナウン号内で、艦長が負傷した事件の真相が究明されようとする。
- 第6話「軍法会議」（イギリス：2002年3月25日放送、日本：2003年8月6日放送） - Retribution

軍医により、艦長が任務続行不能であることが明らかになる。艦長が拘束されたレナウン号では、実質指揮官となった一等海尉のバックランドが、スペイン要塞攻撃に乗り気でないながらも、ホレイショとアーチーは攻撃を主張する。結局、ブッシュをはじめとする三人の海尉の命令下、スペイン要塞は降伏する。この降伏には、ホレイショの働きもある。指揮官気どりになるバックランド、しかしホレイショの才能を見せつけられ、ホレイショへの妬みと劣等感とが募っていく。一方、ソーヤー艦長と、艦長の味方である掌砲長ホッブスは、拘束前の、艦長の負傷を追い求めて行く。
第3部

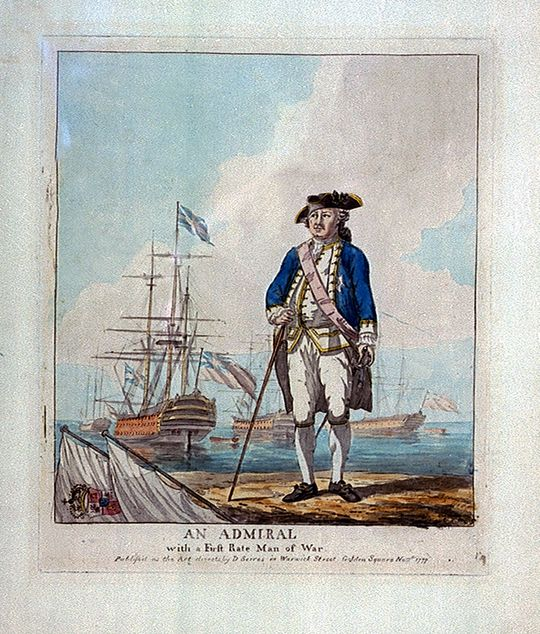
18世紀後半のイギリス海軍の提督

- 第7話「二つの祖国」（イギリス：2003年1月5日放送、日本：2003年8月7日放送） -　Loyalty

軍法会議の後、准海佐に仮任命されたホレイショは、レトリビューション号の指揮を執り、フランスからイギリス船ホットスパー号を取り返すものの、彼を待っていたのは休戦の知らせである。1803年のはじめ、半給待機の海尉として、陸上で下宿暮しを続けるホレイショ。半給待機のため質屋がよいをし、下宿の女主人、メイソン夫人から冷遇されるものの、娘のマライアからはかなり好感をもたれる。ある日ホレイショはブッシュ海尉と再会し、その翌日には、ペリュー提督から准海佐に正式任命されて、ホットスパー号をまかされる。この艦には、ブッシュ海尉が副長、ハモンド艦長の甥が士官候補生として乗り込むことになる。フランスの元貴族コタール少佐を、情報提供絡みでブレスト沖まで送り届けるものの、目的地にはフランス艦ロワール号が現れ、結局任務は果たせなくなる。イギリス侵攻を企むフランス艦隊により、両国はふたたび交戦状態となるが、ロワール号の出現のあまりのタイミングの良さに、極秘情報漏洩の疑惑が持ち上がる。ペリュー提督、ハモンド艦長と共に、ホレイショもまた、ホットスパーの乗員やコタール少佐とブレスト襲撃に向かう。
- 第8話 「ナポレオンの弟」（イギリス：2003年1月6日放送、日本：2003年8月8日放送） - Duty

ホレイショはマライアと結婚する。しかし新婚生活を楽しむ暇もなく、新たな任務へと旅立つ。行方不明となったグラスホッパー号の捜索のためであるが、このグラスホッパー号の艦長は、ホレイショや、ペリュー提督の知人のブレイスガードル准海佐である。捜索中に漂流船を見つけ、若い夫婦と水兵を助け上げるが、この3人は何かを隠しているように見える。3人の情報により、座礁のうえ大破したグラスホッパー号を発見したホレイショたちは、唯一生存していたブレイスガードル艦長を救出する。艦長は、フランス軍のようすがおかしいと打ち明ける。その一方で、ペリュー提督は、外務省のエスリッジから、行方不明のフランス人男性とアメリカ人女性の夫婦の捜索を依頼される。何やらいわくありげなこの夫婦の捜索に、ペリュー提督は苦悩する。

## キャスト

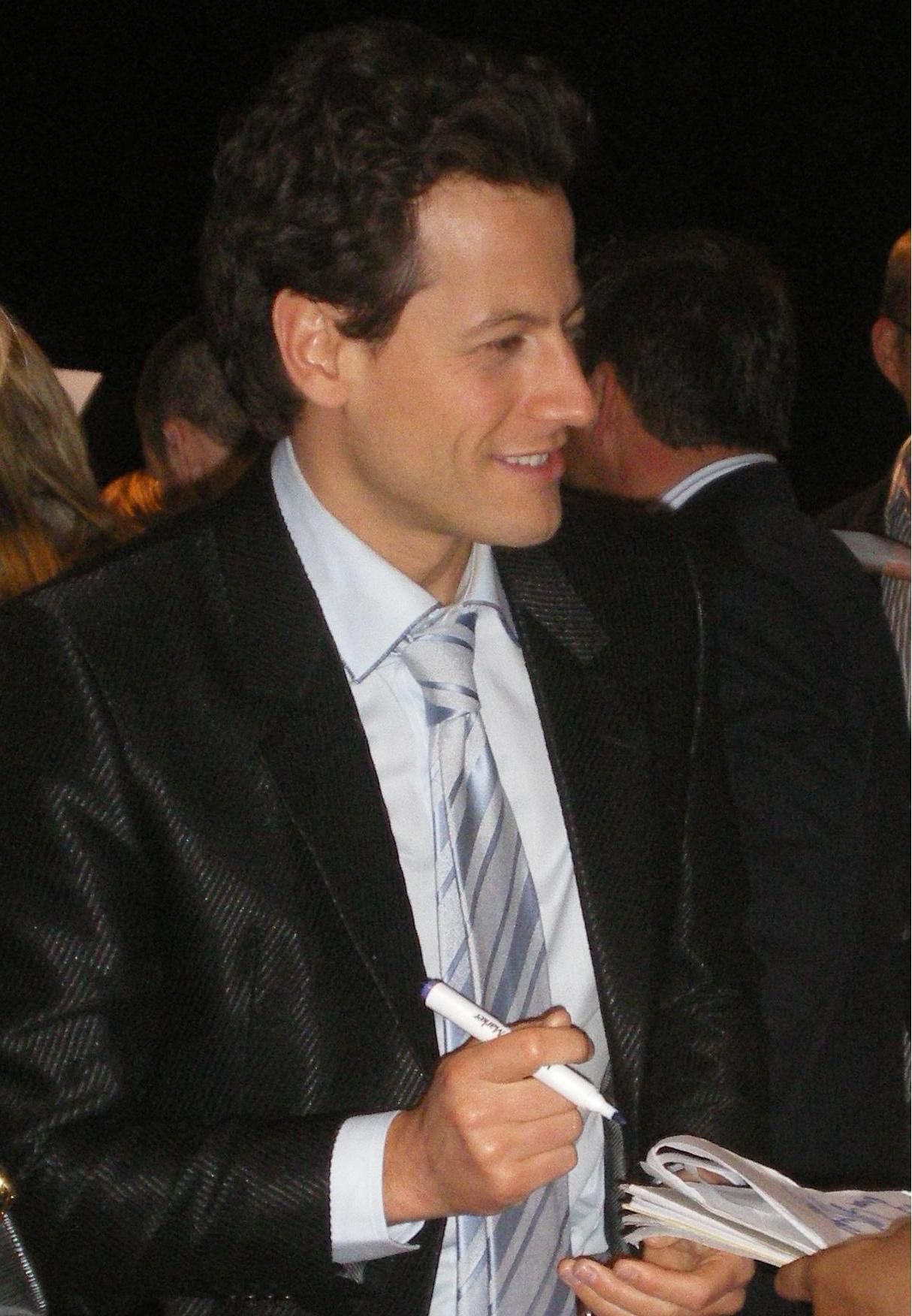
ホレイショを演じたヨアン･グリフィズ

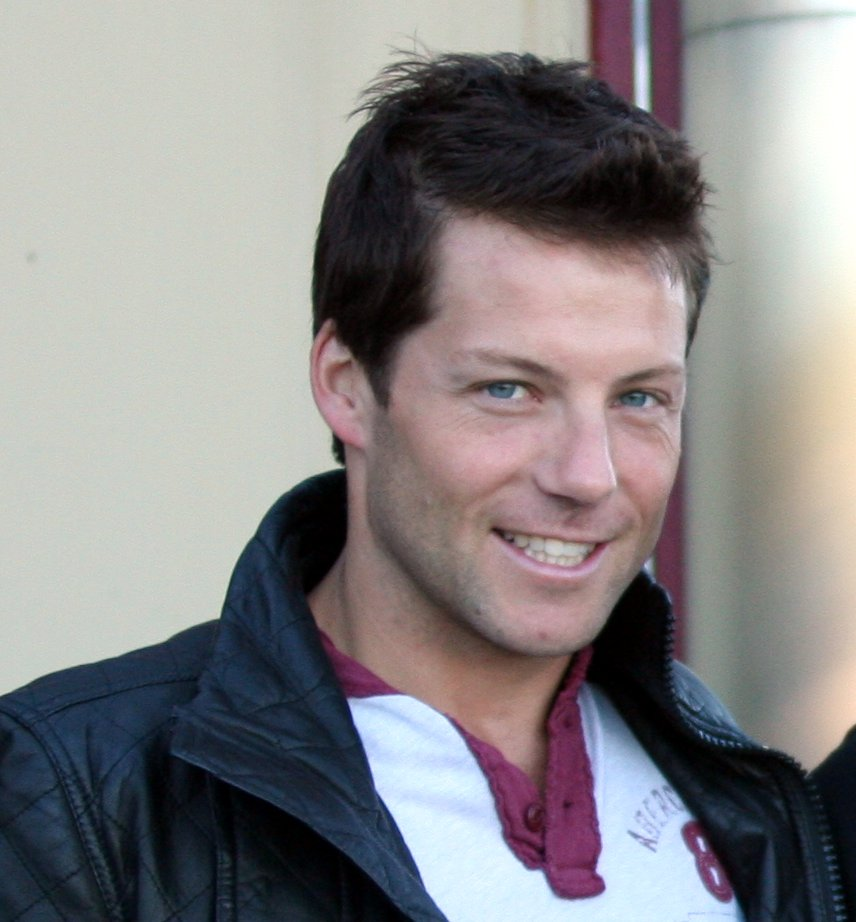
アーチー役のジェイミー･ボンバー

- ホレイショ・ホーンブロワー：ヨアン・グリフィズ（声：田中実）
- エドワード・ペリュー：ロバート・リンゼイ（声：辻萬長）
- アーチー・ケネディ：ジェイミー・バンバー（声：横堀悦夫）
- ウィリアム・ブッシュ：ポール・マッギャン
- フォスター艦長：デニス・ローソン
- マシューズ：ポール・コプリー
- スタイルズ：ショーン・ギルダー
- ソーヤー艦長：デビッド・ワーナー
- バックランド海尉：ニコラス・ジョーンズ
- ハモンド艦長：イアン・マッキルヒニー
- マライア：ジュリア・サワラ（英語版）
- ブレイスガードル海尉艦長：ジョナサン・コイ

## スタッフ
- 演出：アンドリュー・グリーヴ
- 原作：C.S.フォレスター
- 脚本：ラッセル・ルイス、マイク・カレン、パトリック・ハービンソン、クリス・オールド
- 音楽：ジョン・キーン
- 衣装：ジョン・モロー
- 撮影：ニーヴ・カニンガム、アレック・カーティス
- 製作：アンドリュー・ベンソン
- 製作総指揮：ヴァーノン・ローレンス、デリア・ファイン

## DVD
以下の4カ国版が出ている。
- 日本版（ボックス販売のみ）
  - ホーンブロワー 海の勇者 DVD-BOX1 英語（ステレオ）、日本語（モノラル）、日本語字幕あり
  - ホーンブロワー 海の勇者 DVD-BOX2 英語（ステレオ）、日本語（モノラル）、日本語字幕あり、インタビュー画像あり
- 英国版（ボックス、単品両方あり）
  - The Hornblower Collection　ディスク枚数6枚
  - The Hornblower Collection  ディスク枚数8枚
  - Hornblower Complete Collection  ディスク枚数4枚
- 米国版（ボックス、単品両方あり、すべてに映像特典あり）
  - Horatio Hornblower Boxed Set
  - Hornblower - The Adventure Continues　ディスク枚数4枚
  - Hornblower - The Complete Adventures  ディスク枚数2枚
  - The Hornblower The New Adventures 　ディスク枚数6枚
  - The Hornblower The New Adventures 　ディスク枚数2枚
  - Hornblower - Collector's Edition   ディスク枚数8枚
- 豪州版（ボックス、単品両方あり）
  - Hornblower - The Complete Series   ディスク枚数8枚、すべてに同じ特典映像あり